# Война в Огадене

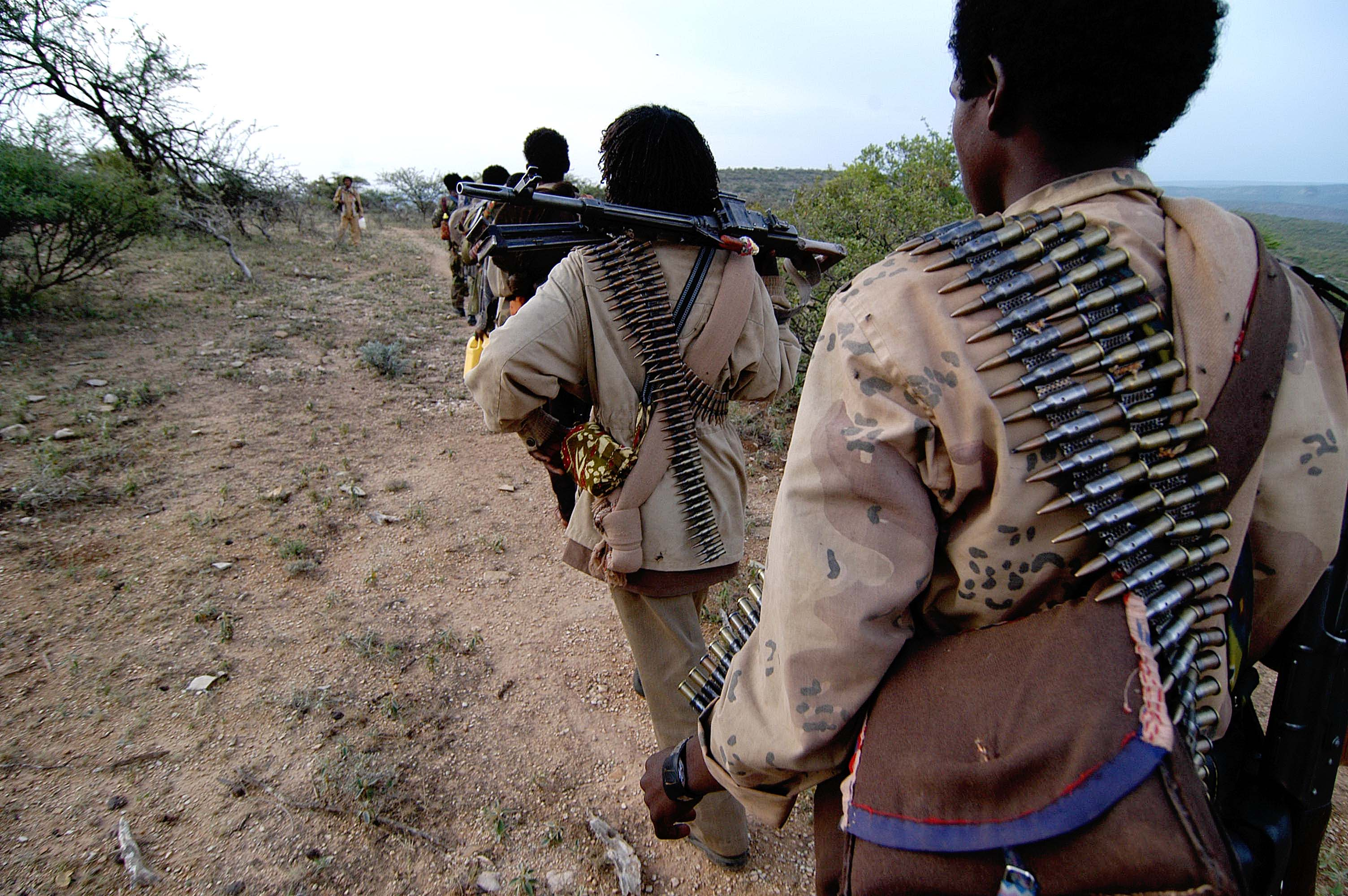
Партизаны в Огадене

Война в Огадене — вооружённый конфликт между Эфиопией, огаденскими сепаратистами и исламистскими группировками в провинции Огаден.
В Огадене действует повстанческая вооружённая группировка Фронт национального освобождения Огадена, которая с 1994 года ведёт вооруженные действия против Эфиопии. Цель группы менялась с течением времени, первоначально ФНОО заявлял, что хочет более широкой автономии для Огадена в Эфиопии, однако со временем группировка заявила о том, что борется за полную независимость региона от Эфиопии. Также представители ФНОО выступают за воссоздание Великого Сомали. Данный конфликт в значительной степени закрыт для внимания внешнего мира, так как Аддис-Абеба держит в тайне всё происходящее в этом регионе.
Низкий уровень партизанской войны продолжается по сей день. Вылазки повстанцев ФНОО, как правило, освещаются только иностранными средствами массовой информации, в то время как местное телевидение Эфиопии замалчивает правду о конфликте. В 2007 году, ФНОО совершил нападение на нефтеносное месторождение в Аболе, в результате которого погибли 9 китайских рабочих с компании Sinopec и 61 эфиоп из службы охраны объекта. В ответ Эфиопия начала военные действия в июне 2007 года, с целью уничтожить группировку повстанцев. Наступление сопровождалось высокой критикой и обвинениями в серьёзных нарушениях прав человека. Военные действия в Огадене были тесно связаны с участием Эфиопии в Сомалийской гражданской войне, так как одной из причин для нападения Эфиопии на Союз исламских судов в декабре 2006 года было в том, чтобы перерезать связь между ФНОО и СИС.

## Предпосылки

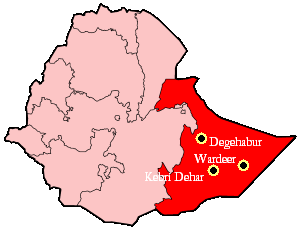
Карта боевых действий в Огадене.

В состав Эфиопии данный регион вошёл в середине девятнадцатого века и был местом почти постоянного напряжения между Сомали и Эфиопией с 1960-х годов. Конфликт перешёл в состояние войны в конце 1970-х, когда тогдашний президент Сомали — Сиад Барре, попытался реализовать проект Великого Сомали. Война продолжалась почти год и закончилась победой Эфиопии.
ФНОО был образован в 1984 году. В его состав влились бывшие бойцы Фронта освобождения Западного Сомали, однако поддержки со стороны Сомали им не оказывалось.
ФНОО принимал участие в Гражданской войне в Эфиопии, когда они боролись против ВВАС и военной диктатуры Менгисту Хайле Мариам, но при этом не были связаны с другими группировками. После падения режима Менгисту в 1992 году, ФНОО вошёл в состав правительства новообразованного сомалийского региона Эфиопии, став там одной из главных политических партий. Впоследствии Фронт национального освобождения Огадена занялся открытой пропагандой сепаратизма, что привело к его отстранению от участия в работе правительства в 1994 году и переходу на полностью нелегальное положение.

## Эритрея и Сомали в конфликте
Эфиопия обвиняет соседнюю страну Эритрею в поддержке ФНОО и ведении опосредованной войны с целью уничтожить экономику Эфиопии. Эти две страны стали злейшими врагами, после кровопролитного конфликта в 1998—2000 годах. Должностные лица в Асмэре отрицают факт оказания помощи ФНОО. Они обвиняют Эфиопию в том, что она пытается использовать Эритрею в качестве козла отпущения — за неспособность урегулировать споры с многочисленными этническими группами в Эфиопии. Фронт национального освобождения Огадена поддерживал Эритрею в войне против Эфиопии в 1998—2000 годах. В Эритрее ФНОО получал материально-техническую и военную поддержку.
В 2007—2008 годах в Огадене начались ожесточённые бои, которые были связаны с эфиопской военной операцией в Сомали. По мнению экспертов, ФНОО принимал активное участие в боях против Эфиопии в столице Сомали Могадишо в 2006 году. Некоторые из исламских боевиков бежали в Огаден, после того как они были изгнаны из Могадишо. Отношения между ФНОО и другой исламистской сомалийской группировкой, такой как Джамаат Аш-Шабааб, не совсем ясны. Хотя правительство Эфиопии утверждает, что все сомалийские группировки связаны между собой, но, по мнению Хьюман Райтс Вотч, между ФНОО и аш-Шабааб были боестолкновения в 2007 году. ФНОО неоднократно заявлял, что собирается дистанцироваться от некоторых более радикальных группировок, которые действуют в данном регионе.
Одна из последних эфиопских военных операций прошла успешно. Мохаммед Долал и многие другие лидеры ФНОО были убиты. Это привело к расколу группировки, сейчас её статус неясен.